# Ematurga diluta
Ematurga diluta är en fjärilsart som beskrevs av Barend J. Lempke 1970. Ematurga diluta ingår i släktet Ematurga och familjen mätare. Inga underarter finns listade i Catalogue of Life.